# Monsonia praemorsa
Monsonia praemorsa är en näveväxtart som beskrevs av Ernst Meyer. Monsonia praemorsa ingår i släktet hottentottnävor, och familjen näveväxter. Inga underarter finns listade i Catalogue of Life.